# Cresson
Cresson és una població dels Estats Units a l'estat de Pennsilvània. Segons el cens del 2000 tenia 1.631 habitants.

## Demografia
Segons el cens del 2000, Cresson tenia 1.631 habitants, 726 habitatges, i 426 famílies. La densitat de població era de 1.285,2 habitants per quilòmetre quadrat.
Dels 726 habitatges en un 26% hi vivien nens de menys de 18 anys, en un 41,9% hi vivien parelles casades, en un 13,6% dones solteres, i en un 41,3% no eren unitats familiars. En el 36,8% dels habitatges hi vivien persones soles el 16,9% de les quals corresponia a persones de 65 anys o més que vivien soles. El nombre mitjà de persones vivint en cada habitatge era de 2,23 i el nombre mitjà de persones que vivien en cada família era de 2,94.
Per edats la població es repartia de la següent manera: un 21% tenia menys de 18 anys, un 10,3% entre 18 i 24, un 27,5% entre 25 i 44, un 22,2% de 45 a 60 i un 19% 65 anys o més.
L'edat mediana era de 39 anys. Per cada 100 dones de 18 o més anys hi havia 81,8 homes.
La renda mediana per habitatge era de 26.293 $ i la renda mediana per família de 34.900 $. Els homes tenien una renda mediana de 30.972 $ mentre que les dones 21.853 $. La renda per capita de la població era de 15.562 $. Entorn del 13,7% de les famílies i el 16,8% de la població estaven per davall del llindar de pobresa.

## Poblacions més properes
El següent diagrama mostra les poblacions més properes.